# Consulta Araldica
De Consulta Araldica was de Italiaanse Hoge Raad van Adel.
De raad had een adviserende functie en verving de oudere adelscolleges van de Italiaanse staten na de Italiaanse eenwording in 1869. Een Koninklijk Decreet van Umberto I van Italië van 10 oktober van dat jaar hief de raden van adel van de vroegere Italiaanse staten zoals de tribunale araldico van het Koninkrijk Lombardije, de Commissione Araldica van de al in de 18e eeuw ondergegane Serene Republiek Venetië en de Congregazione Araldica Capitolina van de stad Rome op.
De Consulta Araldica was deel van het Ministerie van Binnenlandse Zaken.
De raad kreeg een moeilijke taak want door de geschiedkundige ontwikkeling van Italië kon er niet van één adel, een eenduidig adelstatuut of een gedeelde traditie worden gesproken. Ook de loyaliteit van de edelen was verdeeld. In Toscane bleef menig edelman zich de aanhanger en vazal van de verdreven Groothertog van Toscane voelen. De Groothertog in ballingschap bleef ook Toscaanse adellijke titels verlenen of bevestigen. In Rome was er sprake van een koningsgezinde adel en een "zwarte adel" die de paus trouw bleef. De pausen bleven adellijke titels toekennen.
Adeldom berustte in veel gevallen op het Heilige Roomse Rijk van de Duitse Natie, op Napoleon of op gewoonterecht en oeradelijke aanspraken. Veel van de eeuwenoude adellijke families hadden weinig behoefte aan erkenning of inmenging van de Consulta Araldica. De Consulta Araldica heeft er zelf ook van afgezien om in het adelstatuut van Rome in te grijpen. Aanspraak op titels als "Markies met de baldakijn" bleven op gewoonterecht berusten.
De Italiaanse koning was staatsrechtelijk en adelrechtelijk een volkomen fons honorum maar de positie van de Italiaanse koningen is nooit zo eenduidig geweest als die van bijvoorbeeld de Britse monarch.
Het Verdrag van Lateranen bracht aan de verwarring gedeeltelijk een einde. Het Koninkrijk erkende in het vervolg alle pauselijke titels en adeldom als ware het Italiaanse adel.
De Italiaanse grondwet van 1948 maakte een einde aan de Consulta Araldica. Vanaf dat jaar was adeldom geen onderwerp in het Italiaans recht. Geen rechter of magistraat in Italië kan besluiten nemen over zaken die over de aanspraak op titels of adeldom gaan. Ook heraldische kwesties worden door de Italiaanse staat niet langer beoordeeld. De grondwet bepaalde dat het Burgerlijk Wetboek bepalingen over namen en titels moest bevatten maar die bepalingen zijn er nooit gekomen. Dat laat de rechtspositie van duizenden Italianen in het vage. Velen voeren behalve hun familienaam immers titels en in de voormalige regerende families verleent de chef van het huis titels.
Omdat de wet niet met de praktijk overeenkomt is er nog steeds een heraldisch bureau in het kabinet van de Minister President verbonden. Officieel is de positie van de Italiaanse regering dat adeldom en titels niet worden verleend en geen enkele juridische betekenis hebben. Zij verlenen geen voorrechten en zijn "niet significant".
Adeldom blijft in Italië een rol spelen en er worden nog steeds titels toegekend. Zo verleende Carlos Hugo van Bourbon-Parma hoge dynastieke titels aan zijn kinderen uit het huwelijk met Irene der Nederlanden. Ook het recht van de paus om adeldom te verlenen, het recht van de familie van de pausen op adeldom en de bepalingen van de Bul Urbem Romam blijven van kracht.